# Pseudaletia impuncta
Pseudaletia impuncta är en fjärilsart som beskrevs av Achille Guenée 1852. Pseudaletia impuncta ingår i släktet Pseudaletia och familjen nattflyn. Inga underarter finns listade i Catalogue of Life.